# Smash (álbum de Martin Solveig)
Smash é o quinto álbum de estúdio do DJ de música eletrônica Martin Solveig. Foi lançado em 6 de junho de 2011 pela Mercury Records. O álbum foi precedido pelo single "Boys & Girls", com grupo canadense Dragonette electro-pop em 5 de outubro de 2009, que viu o sucesso da carta limitada. O segundo single, "Hello" foi lançado em 27 de setembro de 2010 e se tornou um sucesso mundial, chegando a número um em cinco países. "Go Ready 2" foi lançado como terceiro single do álbum em 28 de março de 2011 e apresenta o cantor britânico Kele Okereke.

## Faixas
| Edição padrão |                                                           |                                 |                                  |         |  |
| N.º           | Título                                                    | Compositor(es)                  | Produtor(es)                     | Duração |  |
| 1.            | "Hello" (com Dragonette)                                  | Martin Solveig, Martina Sorbara | Martin Solveig, Martina Sorbara  | 4:41    |  |
| 2.            | "Ready 2 Go" (participação Kele)                          | Solveig, Kele Okereke           | Martin Solveig                   | 4:24    |  |
| 3.            | "The Night Out"                                           | Solveig                         | Martin Solveig                   | 4:23    |  |
| 4.            | "Can't Stop" (com Dragonette)                             | Solveig, Sorbara                | Martin Solveig, Michael Tordjman | 3:37    |  |
| 5.            | "Racer 21"                                                |                                 | Martin Solveig, Michael Tordjman | 3:10    |  |
| 6.            | "We Came to Smash (In a Black Tuxedo)" (participação Dev) | Solveig, Dev                    | Martin Solveig, Julien Jabre     | 3:23    |  |
| 7.            | "Big in Japan" (com Dragonette & Idoling!!!)              | Solveig, Sorbara                | Martin Solveig                   | 4:18    |  |
| 8.            | "Get Away from You"                                       | Solveig                         | Martin Solveig                   | 2:24    |  |
| 9.            | "Boys & Girls" (participação Dragonette)                  | Solveig                         | Martin Solveig                   | 3:44    |  |
| 10.           | "Let's Not Play Games" (participação Sunday Girl)         | Solveig, Jade Williams          | Martin Solveig, Julien Jabre     | 3:14    |  |

| iTunes Deluxe Edition additional tracks |                                                    |         |  |
| N.º                                     | Título                                             | Duração |  |
| 11.                                     | "Ready 2 Go (Arno Cost Remix)" (participação Kele) | 6:46    |  |
| 12.                                     | "Hello (Sidney Samson Remix)" (com Dragonette)     | 5:18    |  |
| 13.                                     | "Ready 2 Go (Hardwell Remix)" (participação Kele)  | 6:34    |  |
| 14.                                     | "Hello (Michael Woods Remix)" (com Dragonette)     | 7:18    |  |

## Posições
| Posições (2011)                 | Melhores posições |
| ------------------------------- | ----------------- |
| Belgian Albums Chart (Wallonia) | 37                |
| French Albums Chart             | 18                |
| German Albums Chart             | 84                |
| Swiss Albums Chart              | 77                |

## Histórico de lançamento
| País           | Data                | Formato              | Editora discográfica |
| -------------- | ------------------- | -------------------- | -------------------- |
| França         | 6 de junho de 2011  | Download Digital     | Mercury Records      |
| França         | 13 de junho de 2011 | CD                   | Mercury Records      |
| Alemanha       | 17 de junho de 2011 | CD, download digital | Kontor Records       |
| Estados Unidos | TBA 2011            | CD, download digital | Big Beat Records     |